# 阿恩島
70°3′41″N 20°44′11″E / 70.06139°N 20.73639°E

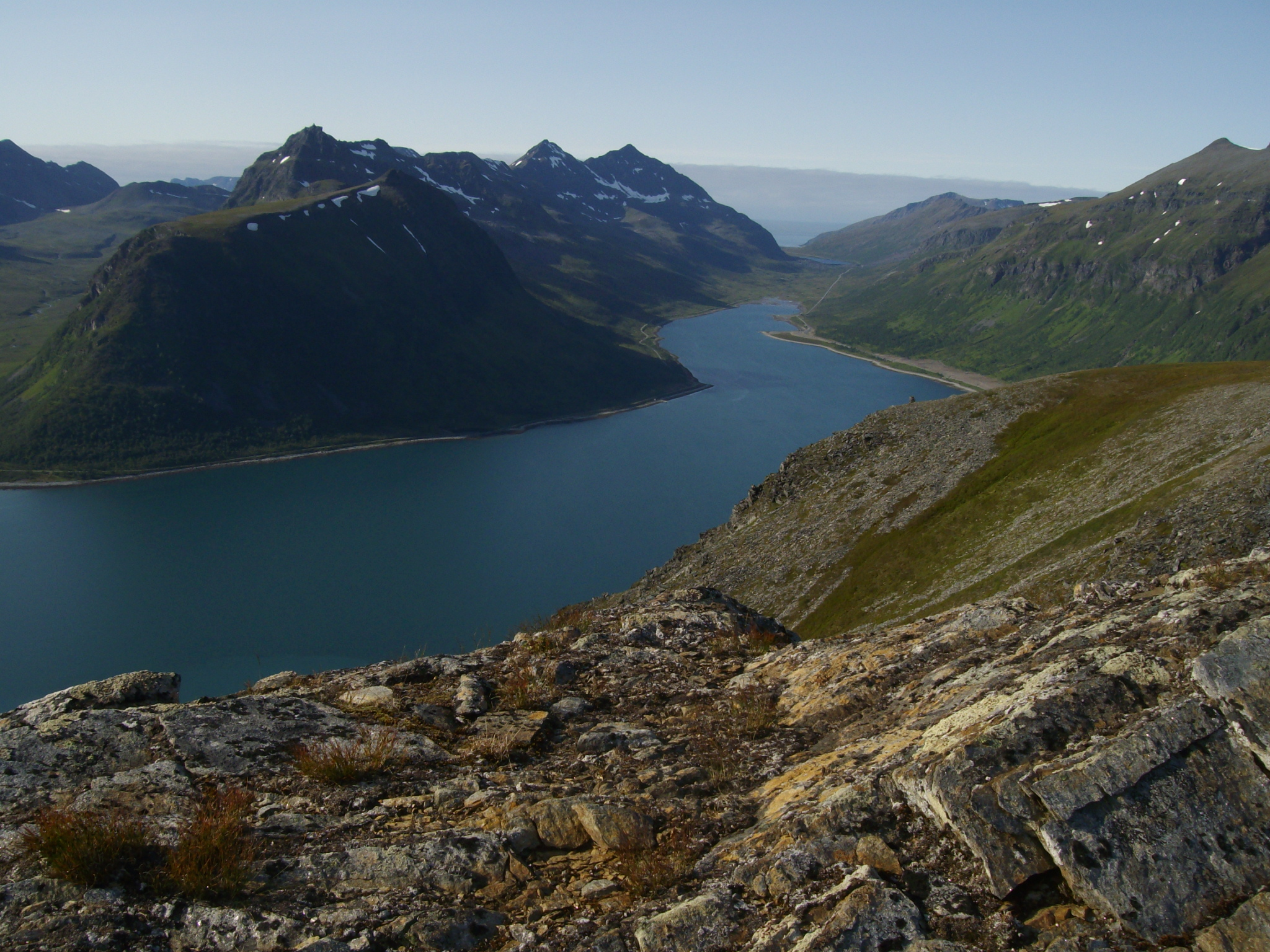

阿恩島是挪威的島嶼，位於該國北部，由特羅姆斯郡負責管轄，長23.6公里、寬14.4公里，面積276平方公里，海岸線長度91公里，最高點海拔高度1,168米，2010年人口366。